# Retrato de Ángel Fernández de Soto
O Retrato de Ángel Fernández de Soto também conhecido como O Bebedor de Absinto é uma tela de Pablo Picasso, terminada em em 1903 durante sua fase azul.

## O retrato
A pintura mostra um homem sentado em um bar cercado com a fumaça de um cachimbo e um copo de absinto na sua frente. O Retrato de Ángel Fernández de Soto mostra um amigo de Picasso que gostava de beber e era divertido.

## Leilão
Em Junho de 2010 a obra foi arrematada por 42,1 milhões de euros num leilão da Christie's de Londres.[carece de fontes?]
O compositor Andrew Lloyd Webber era o seu proprietário desde 1995, tendo-a comprado por 29,2 milhões de euros.